# Holambra
Holambra este un oraș în São Paulo (SP), Brazilia.
1. ↑   http://www.portaldeholambra.com.br/histoacuteria-do-municiacutepio.html Lipsește sau este vid: |title= (ajutor)